# Balad (distriktshuvudort i Irak)
Balad (arabiska: بلد) är en distriktshuvudort i Irak.   Den ligger i distriktet Balad District och provinsen Saladin, i den centrala delen av landet, 80 km norr om huvudstaden Bagdad. Balad ligger 53 meter över havet och antalet invånare är 42 088.
Terrängen runt Balad är mycket platt. Runt Balad är det ganska glesbefolkat, med 38 invånare per kvadratkilometer. Det finns inga andra samhällen i närheten. Trakten runt Balad består till största delen av jordbruksmark.